# Nationaal Sportstadion (Mongolië)
Het Nationaal Sportstadion is een multifunctioneel stadion in Ulaanbaatar, de hoofdstad van Mongolië. Het stadion wordt vooral gebruikt voor voetbalwedstrijden. De voetbalclub Deren FC maakt gebruik van dit stadion. Ook worden hier wedstrijden gehouden voor Naadam, het jaarlijkse festival in Mongolië. In het stadion is plaats voor 20.000 toeschouwers. Het stadion werd geopend in 1958.